# 王汝言 (嘉靖癸丑進士)
王汝言（1525年—1579年），字子慎，號淇泉，山東濟南府濱州人，武驤左衛官籍，明朝政治人物。

## 生平
嘉靖二十八年（1549年）己酉科順天府鄉試第一百十五名。嘉靖三十二年（1553年）會試第三百六名，登進士第三甲第二百二十七名。工部观政，授行人，遷戶部主事，嘉靖末降为江都县知县、通州同知。隆慶五年（1571年）累官通政司右參議，六年以给事中梁问孟劾奏其庸劣，降两淮都转盐运使司副使。汝言負氣高自標置，以不折節于人為賢，好剌譏時事，故不為人喜，屢遭謫遷，終以是免官，萬曆七年（1579年）卒，年五十五。

## 家族
曾祖王福，曾任百戶；祖父王弘，曾任百戶；父王鎌。母張氏。兄王漼（百户）、王潮、王瀛、王浩、王漢；弟王汝濟。